# Гоцо
Го́цо або Гаудеш (мальт. Għawdex) — острів у Середземному морі, що входить до Мальтійського архіпелагу і є територією держави Мальти. Площа острова 67 км².

## Географія

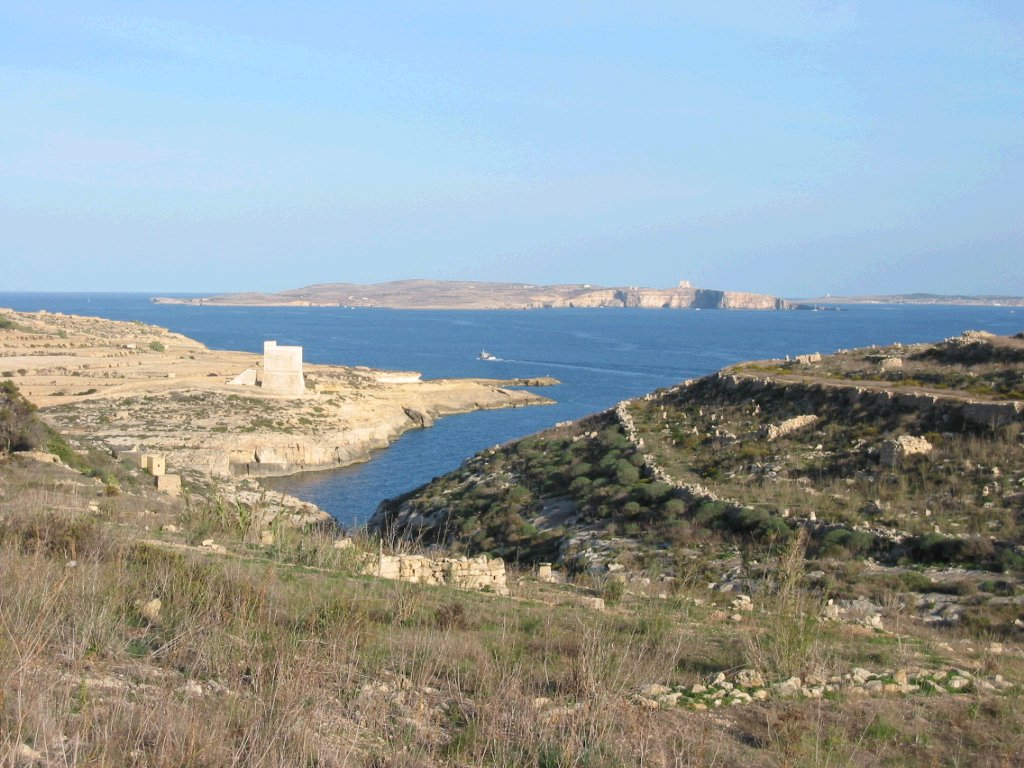
Східне узбережжя

Острів Гоцо розташований за 6 кілометрів на північний захід від острова Мальта. Довжина острова становить 14 км, максимальна ширина — 7,25 км, довжина берегової лінії — 42,65 км.
Характерні риси ландшафту — горби з плоскими вершинами. Найвищою точкою острова є гора Та-Дбіджі з висотою 194 м. Інші вершини — Джордан (162 м), Та-Кульят (152 м). Зв'язок між островами здійснюється за допомогою поромної переправи, що перевозить як пасажирів, так і автомобілі. Судна курсують між портом Мджар на острові Гоцо і пристанню у бухті Чиркева острова Мальта.
Річки короткі, часто пересихають, лишаючи тільки глибокі русла. Найбільшими є Ілма, Іль-Ханаг, Ханзіра. Відповідно водні ресурси обмежені, тому було збудовано численні дрібні водосховища. На південному заході, біля підніжжя гори Та-Дбіджі, у верхів'ях річки Ілма, поширені джерела води.
Миси:
- крайня західна точка — мис Сан-Дімітрі
- крайня східна точка — мис Кала (Рас-іль-Кала)
- північні миси — Форна, Хена (Рас-іль-Хенка)
- західні миси — Вардія (Рас-іль-Вардія), Дуейра (Рас-ід-Дуейра)
- південні миси — Меліха, Рас-іль-Байда

Берегова лінія порізана, утворює численні бухти: на заході Дуейра, на півдні Шленді, на сході гавань Мджар, на півночі Дахлет-Корот, Ір-Рамла, Марсалфорн, Сан-Блас.

## Населення
Чисельність населення у 2005 році становила 31 053 осіб, з яких 6,414 проживало у найбільшому місті Вікторії.
Населені пункти:
- міста — Айнсілем, Вікторія (Рабат), Зебудж, Кала, Надур, Шаара, Шеукія;
- села — Айн-Мелел, Амар, Арб, Асрі, Бін-Джема, Бірбуба, Вардія, Іль-Касам, Іль-Пергла, Каура, Кбаяр, Керчем, Марсалфорн, Мджар, Муншар, Санат, Сан-Катальд, Сан-Лауренс, Санта-Лучия, Санту-Пітру, Та-Айн-Лукін, Та-Амар, Та-Іда, Тар-Рокон, Та-Точ, Та-Хамет, Та-Ченч, Та-Чині, Та-Шилеп, Та-Шленді.

## Визначні пам'ятки

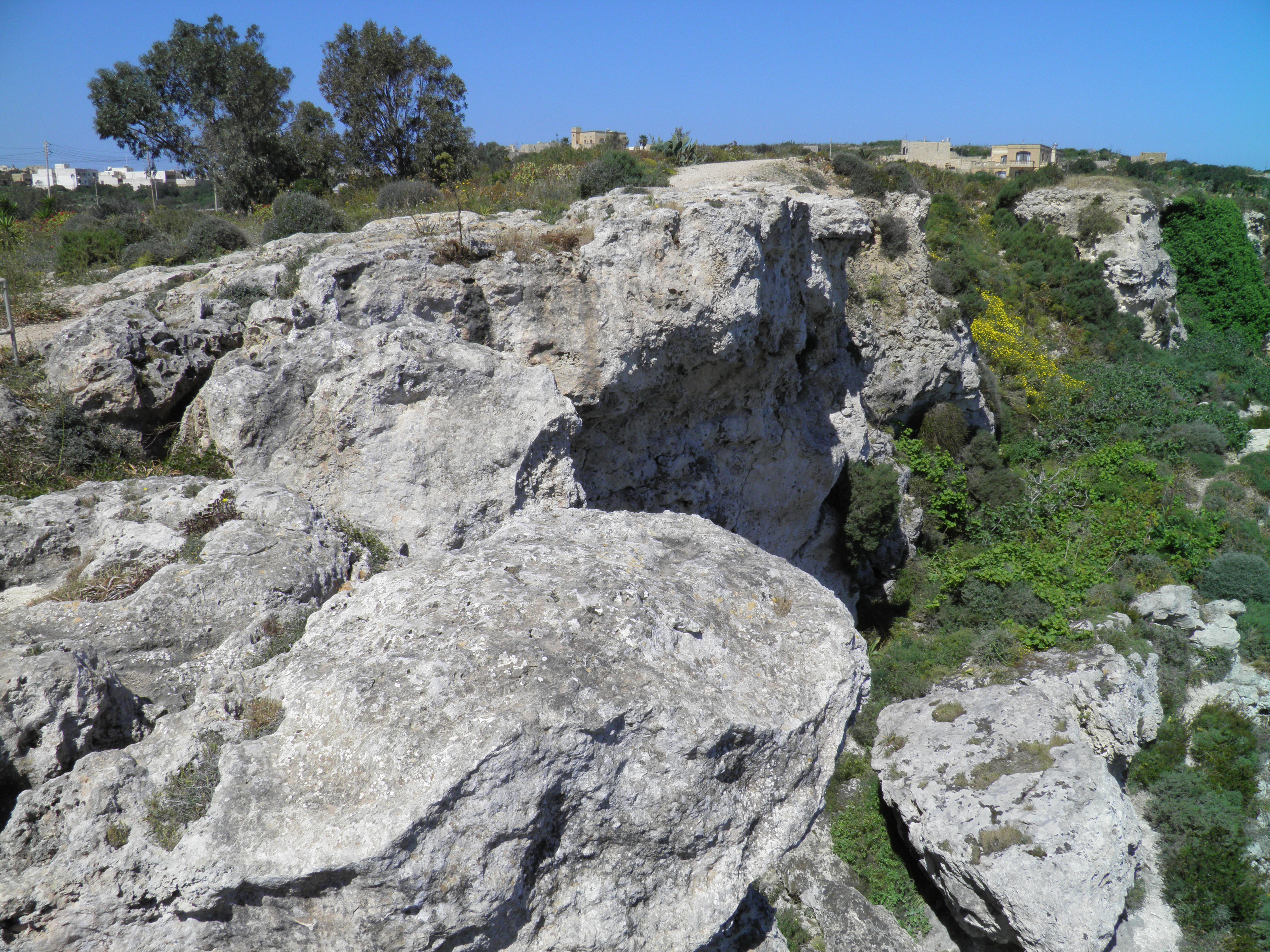
Печера Каліпсо і Одісея.

Визначними пам'ятками острова є неолітичний мегалітичний храм Джгантія («місце гігантів»), збудований 3600-2500 років до нашої ери і цитадель у місті Вікторія з собором Санта-Марія. Біля села Арб розташована Базиліка Діви Марії Та'Піну.
На півночі розташовані піщані пляжі Рамла, Сан-Блас, Хондо-ір-Руммін. Також є Внутрішнє море Гоцо.

### Легенди
Гоцо часто ототожнюють з островом Огігія, описаним в Одісеї Гомера. На острові жила німфа Каліпсо. Вона надала прихисток Одісею, який врятувався з потонулого корабля. 